# Buch am Wald

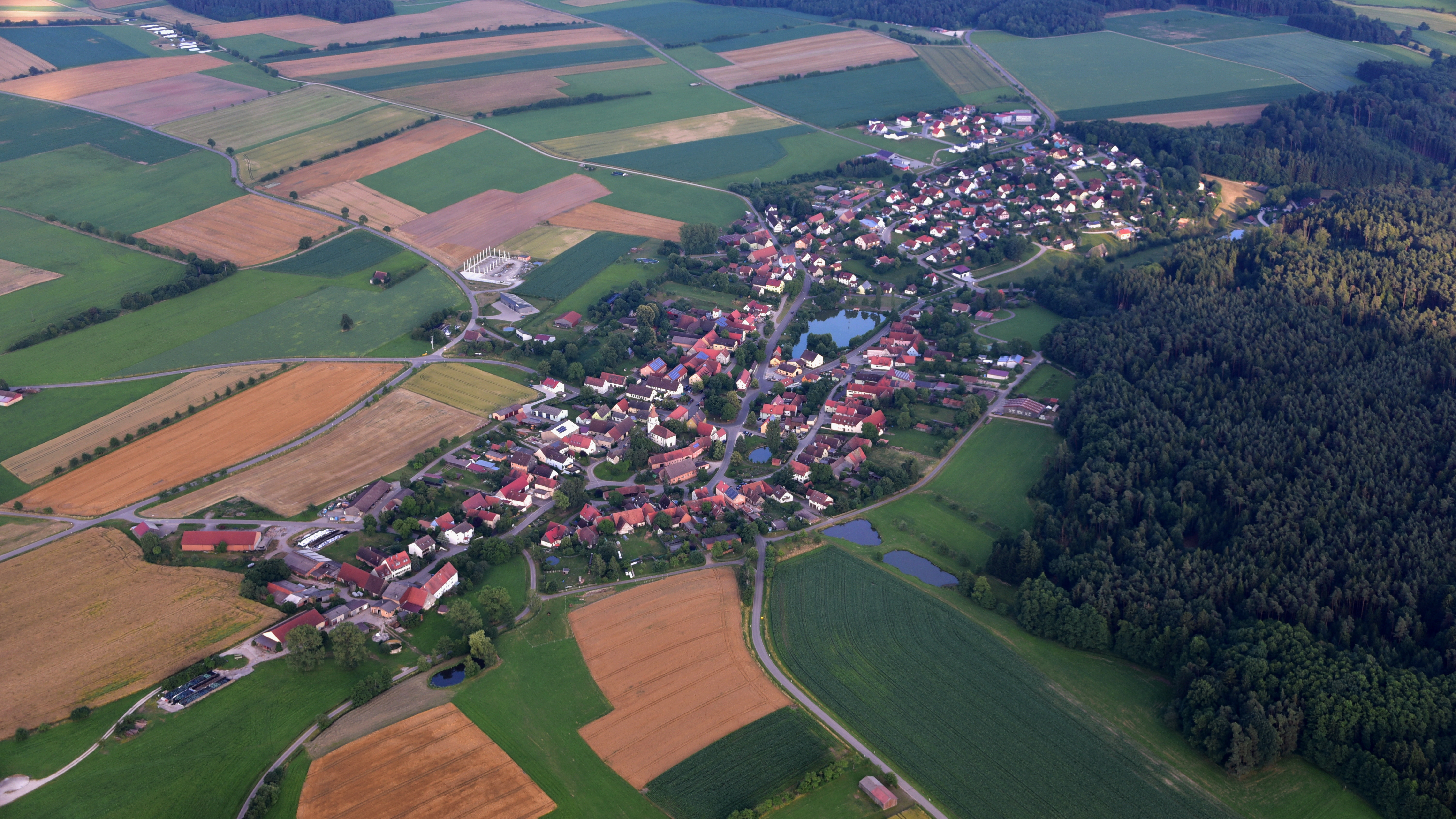
Buch am Wald, Luftaufnahme (2016)

Buch am Wald (amtlich: Buch a.Wald) ist eine Gemeinde im mittelfränkischen Landkreis Ansbach sowie Mitglied der Verwaltungsgemeinschaft Schillingsfürst und zählt zur Metropolregion Nürnberg.

## Geographie

### Geographische Lage
Die Gemeinde liegt im Naturpark Frankenhöhe. Nachbargemeinden sind (im Norden beginnend im Uhrzeigersinn): Geslau, Leutershausen, Schillingsfürst und Gebsattel.

### Gemeindegliederung
Es gibt zwölf Gemeindeteile (in Klammern ist der Siedlungstyp angegeben):
- Berbersbach (Weiler)
- Buch a.Wald (Pfarrdorf)
- Froschmühle (Einöde)
- Gaishof (Weiler)
- Gastenfelden (Pfarrdorf)
- Hagenau (Pfarrdorf)
- Leimbachsmühle (Einöde)
- Morlitzwinden (Weiler)
- Schönbronn (Dorf)
- Schweikartswinden (Weiler)
- Sengelhof (Weiler)
- Traisdorf (Dorf)

Die vier Einöden Birkenmühle, Kleinmühle, Obermühle und Rufenmühle sind keine amtlich benannten Gemeindeteile.
Es gibt auf dem Gemeindegebiet die Gemarkungen Buch am Wald, Gastenfelden und Hagenau. Die Gemarkung Buch am Wald hat eine Fläche von 6,495 km². Sie ist in 906 Flurstücke aufgeteilt, die eine durchschnittliche Fläche von 7168,52 m² haben. In ihr liegen neben dem namensgebenden Ort die Kleinmühle und Obermühle.

## Geschichte
Der erste sichere Beleg für den Ort stammt aus dem Jahr 1335. Hier wird der Ort „Buch“ genannt. Der Ortsname leitet sich von einem Flurnamen ab, der auf einen zu dieser Zeit existierenden Buchenwald hingewiesen hat. Belege aus den Jahren 1255 und 1261 können nicht sicher diesem Ort zugewiesen werden. Seit 1761 ist die heutige Form „Buch am Wald“ belegt.
Im 16-Punkte-Bericht des brandenburg-ansbachischen Oberamts Colmberg von 1608 wurden für Buch am Wald 48 Mannschaften verzeichnet, die alle das Kastenamt Colmberg als Grundherrn hatten. Das Hochgericht übte das Vogtamt Colmberg aus. Der Ort wurde nach dem Dreißigjährigen Krieg zur neuen Heimat von rund 80 Glaubensflüchtlingen, die ihre ober- und niederösterreichische Heimat wegen ihres evangelischen Bekenntnisses hatten verlassen müssen. Im 16-Punkte-Bericht des Oberamts Colmberg von 1681 wurden für Buch am Wald 49 Mannschaften verzeichnet.
Gegen Ende des 18. Jahrhunderts gab es in Buch am Wald 60 Anwesen (2 halbe Schafhöfe, 4 Güter, 1 Schmiedgut, 13 Köblergüter, 11 Söldengütlein, 20 halbe Köblergüter, 1 Wirts-Köblergut, 1 Köblergut mit Backrecht, 1 Söldengütlein mit Backrecht, 1 Söldengütlein mit Brandwein-Schenke, 1 Söldengut mit Ziegelbrennerei, 2 Mühlen; die Abgaben eines Halbgutes mit Schmiedrecht gingen an die Pfarrpfründe Colmberg, die Abgaben des Pfarrwiddum an die Pfarrei Buch). Das Hochgericht, die Dorf- und Gemeindeherrschaft und die Grundherrschaft über alle Anwesen übte weiterhin das Vogtamt Colmberg aus. Neben den Anwesen gab es noch die Pfarrkirche und kommunale Gebäude (Schulhaus, Hirtenhaus, Brechhaus).
Der Ort wurde bei Grenzbereinigungen 1796 vom Fürstentum Hohenlohe Preußen überlassen und so Teil des 1792 von Preußen erworbenen Fürstentums Ansbach. Von 1797 bis 1808 unterstand der Ort dem Justizamt Leutershausen und Kammeramt Colmberg.
1806 kam Buch an Wald an das Königreich Bayern. Im Rahmen des Gemeindeedikts wurde 1808 der Steuerdistrikt Buch am Wald gebildet, zu dem Berbersbach, Birkenmühle, Hagenau, Kleinmühle, Leimbachsmühle, Morlitzwinden, Obermühle und Rufenmühle gehörten. Die Ruralgemeinde Buch am Wald entstand 1810 und war deckungsgleich mit dem Steuerdistrikt. Sie war in Verwaltung und Gerichtsbarkeit dem Landgericht Leutershausen zugeordnet und in der Finanzverwaltung dem Rentamt Colmberg. Mit dem Zweiten Gemeindeedikt (1818) wurden zwei Ruralgemeinden gebildet:
- Buch am Wald mit Kleinmühle und Obermühle;
- Hagenau mit Berbersbach, Birkenmühle, Leimbachsmühle, Morlitzwinden und Rufenmühle.

1860 wurde der Gemeindename von Buch nach Buch am Wald geändert. Von 1862 bis 1879 gehörte Buch am Wald zum Bezirksamt Ansbach, ab 1880 zum Bezirksamt Rothenburg ob der Tauber (1939 in Landkreis Rothenburg ob der Tauber umbenannt). Die Gerichtsbarkeit blieb beim Landgericht Leutershausen, von 1880 bis 1973 war das Amtsgericht Rothenburg ob der Tauber zuständig, das seit 1973 eine Zweigstelle des Amtsgerichts Ansbach ist. Die Finanzverwaltung wurde 1880 vom Rentamt Rothenburg ob der Tauber übernommen (1919 in Finanzamt Rothenburg ob der Tauber umbenannt, seit 1973 Zweigstelle des Finanzamts Ansbach). Die Gemeinde hatte 1964 eine Gebietsfläche von 6,500 km².

### Eingemeindungen
Am 1. Januar 1974 wurden die Gemeinden Hagenau und Gastenfelden nach Buch am Wald eingemeindet.

### Einwohnerentwicklung
Im Zeitraum von 1988 bis 2018 stieg die Einwohnerzahl von 865 auf 1025 um 160 Einwohner bzw. um 18,5 %.
Gemeinde Buch am Wald
| Jahr      | 1987   | 2005 | 2007   | 2008   | 2009   | 2010   | 2011   | 2012   | 2013   | 2014   | 2015   | 2016   | 2017   |
| Einwohner | 858    | 970  | 975    | 953    | 928    | 929    | 969    | 974    | 993    | 990    | 1002   | 1003   | 1011   |
| Häuser    | 231    |      |        |        |        |        | 290    |        | 293    | 294    | 300    | 303    | 306    |
| Quelle    | [ 19 ] |      | [ 20 ] | [ 20 ] | [ 20 ] | [ 20 ] | [ 20 ] | [ 20 ] | [ 20 ] | [ 20 ] | [ 20 ] | [ 20 ] | [ 20 ] |

Ort Buch am Wald mit Kleinmühle und Obermühle (= Gemeinde Buch am Wald bis zur Gebietsreform)
| Jahr      | 1818   | 1840   | 1852   | 1855   | 1861   | 1867   | 1871   | 1875   | 1880   | 1885   | 1890   | 1895   | 1900   | 1905   | 1910   | 1919   | 1925   | 1933   | 1939   | 1946   | 1950   | 1952   | 1961   | 1970   | 1987   |
| Einwohner | 305    | 352    | 366    | 364    | 383    | 390    | 385    | 390    | 402    | 374    | 386    | 379    | 395    | 397    | 407    | 394    | 358    | 364    | 359    | 481    | 485    | 408    | 361    | 363    | 383    |
| Häuser    | 81     | 68     |        |        |        |        | 80     |        |        | 82     | 81     |        | 83     |        |        |        | 77     |        |        |        | 85     |        | 83     |        | 120    |
| Quelle    | [ 21 ] | [ 22 ] | [ 23 ] | [ 23 ] | [ 24 ] | [ 25 ] | [ 26 ] | [ 27 ] | [ 28 ] | [ 29 ] | [ 30 ] | [ 31 ] | [ 32 ] | [ 31 ] | [ 33 ] | [ 31 ] | [ 34 ] | [ 31 ] | [ 31 ] | [ 31 ] | [ 35 ] | [ 31 ] | [ 16 ] | [ 36 ] | [ 19 ] |

## Politik

### Gemeinderat
Nach der Kommunalwahl am 16. März 2014 hatte der Gemeinderat acht Mitglieder, die alle zur Fraktion Wählergruppe gehörten. Weiteres Mitglied und Vorsitzender des Gemeinderates ist der Bürgermeister. Nach der Kommunalwahl am 16. März 2020 hat der Gemeinderat neben dem Bürgermeister zwölf nicht parteigebundene Mitglieder, darunter ist eine Frau.

### Bürgermeister
Friedrich Priester (Wählergruppe Buch am Wald) ist der amtierende Bürgermeister von Buch am Wald. Er wurde im März 2014 mit 93,56 % der Stimmen im Amt bestätigt. Priester wurde am 15. März 2020 mit 92,9 % der Stimmen wiedergewählt.

### Wappen und Flagge
Wappen
| Wappen von Buch am Wald | Blasonierung: „Über silbernem Schildfuß, darin ein silbern bewehrter rot gezungter, herschauender, schreitender schwarzer Löwe, geviert von Silber und Schwarz. In 1: ein schräg liegendes rotes Buchenblatt; in 2: drei schräg linke goldene Bucheckern an goldenen Stielen; in 3: ein schräg links liegendes gestürztes goldenes Buchenblatt; in 4: ein schräg liegendes, gestürztes rotes Buchenblatt.“ |
| Wappen von Buch am Wald | Wappenbegründung: Die Dreizahl der Buchenblätter und Bucheckern stellt die drei ehemaligen Gemeinden Buch a. Wald, Hagenau und Gastenfelden dar. Sie stehen zugleich redend für den Ortsnamen. Der Löwe ist dem Wappen der Fürsten von Hohenlohe entnommen, die im Mittelalter im Gemeindegebiet als Herrschaftsinhaber nachweisbar sind. Im 14. Jahrhundert kam ein Teil ihres Besitzes an die Burggrafen von Nürnberg, daran erinnert die Zollernvierung von Silber und Schwarz. Die Farben Rot und Silber weisen auf die Klöster und Patrizier aus der Reichsstadt Rothenburg hin, die Grundherren im Gemeindegebiet waren. Dieses Wappen wird seit 1987 geführt. |

Flagge
Buch am Wald hat eine rot-gelbe Gemeindeflagge.

## Wirtschaft und Infrastruktur
Die Gemeinde ist Mitglied im Tourismusverband Romantisches Franken.

## Verkehr
Die Kreisstraße AN 5 führt nach Hagenau zur Staatsstraße 2249 (1,6 km südwestlich) bzw. nach Hürbel (2,4 km nordöstlich). Gemeindeverbindungsstraßen führen nach Frommetsfelden (2,7 km östlich), nach Jochsberg (4,2 km südöstlich), nach Lauterbach (1,9 km nördlich) und nach Morlitzwinden (2,4 km westlich).

## Söhne und Töchter
- Friedrich Hessing, ab 1913 Ritter von Hessing (1838–1918), Pionier auf dem Gebiet der Orthopädietechnik